# Максимов, Лев Иванович
Лев Иванович Максимов — советский хозяйственный, государственный и политический деятель, Герой Социалистического Труда.

## Биография
Родился в 1923 году в деревне Волково. Член КПСС.
Участник Великой Отечественной войны, доброволец в дивизии народного ополчения Выборгского района города Ленинграда. С 1943 года — на хозяйственной, общественной и политической работе. В 1943—1977 гг. — боец военной охраны на военном заводе № 296 имени Дзержинского, слесарь радиозавода, слесарь Бердского электромеханического завода Министерства общего машиностроения СССР в Новосибирской области.
Указом Президиума Верховного Совета СССР от 26 апреля 1971 года присвоено звание Героя Социалистического Труда с вручением ордена Ленина и золотой медали «Серп и Молот».
Умер в Бердске в 1977 году.